# Шарварок
Шарва́рок (от нем. Scharwerk, Schar — толпа, отряд, ватага, Werk — действие, дело, работа) — на территории Королевства Польского  и Великого княжества Литовского в XV — первой половине XVI веков, совместная работа, дополнительная феодальная повинность на сооружении и ремонте дорог, мостов, гатей, противопаводковых валов, переправ, помещичьих (шляхетских) зданий и других объектов.
Длительность шарварка была различной, от нескольких до 30 дней в году, в зависимости от региона. Часто превышение шарварка в пользу помещиков (шляхты) в фольварках трактовалось, как дополнительная барщина.
На Правобережной Украине, согласно инвентарным правилам царского правительства от 1847—1848 годов длительность шарварка составляла 3—24 рабочих дня в году с крестьянского двора. Реформой 1861 года эта повинность была ликвидирована. После реформы 1861 года шарварком называли повинности, которые выполняли сельские общины по ремонту дорог.
Также слово использовалось как обозначение напряженной работы, осуществляемой общими усилиями, сообща.

## Ссылка
- История городов и сел УССР . Гл.редакция Украинской советской энциклопедии. Киев. 1978
- Гайдай Л. Історія України в особах, термінах, назвах і поняттях.— Луцьк: Вежа, 2000.